# NGC 4526
NGC 4526 és una galàxia lenticular barrada vista gairebé de cantó a la constel·lació de la Verge, a 3º 10' al sud-oest de ρ Virginis. S'hi troba a uns 55 milions d'anys llum de distància de la Terra i forma part del Cúmul de la Verge, més en concret al subgrup Verge B -al que es creu pertany M49, la galàxia més brillant del cúmul-.
En ella s'han observat les supernoves SN 1969I i SN 1994D. Aquesta última, de tipus Ia, s'observa clarament en la imatge de la dreta obtinguda amb el Telescopi espacial Hubble, que també mostra el prominent disc de gas i pols que envolta el centre de la galàxia i en el qual hi ha certa activitat de formació estel·lar.